# Затянувшаяся музыка (фильм)
«Затянувшаяся музыка» (англ. And The Band Played On, дословно — «А оркестр продолжал играть») — американский драматический телефильм, снятый режиссёром Роджером Споттисвудом по сценарию Арнольда Шульмана, основанном на одноимённой книге Рэнди Шилтса. Премьера ленты состоялась на канале HBO 11 сентября 1993 года.

## Сюжет
В центре сюжета фильма — исследования и деятельность доктора Дона Фрэнсиса, одним из первых обнаружившего опасность, исходящую от новой болезни, которая позже была названа ВИЧ-инфекцией. Когда в крупных городах США участились случаи смерти от неизвестных причин мужчин-гомосексуалов, Дон Фрэнсис, несмотря на ограниченность средств, провёл своё расследование и забил тревогу, обратившись к политикам и коллегам-медикам. Однако далеко не все и не сразу поверили в существование вируса ВИЧ.

## В ролях
- Мэттью Модайн — доктор Дон Фрэнсис[1]
- Алан Алда — доктор Роберт Галло
- Фил Коллинз — Эдди Папасано
- Ричард Гир — хореограф, который узнаёт, что болен СПИДом
- Анжелика Хьюстон — доктор Бетси Райс
- Стив Мартин — брат больного СПИДом
- Иэн Маккеллен — Билл Краус
- Лили Томлин — доктор Сельма Дриц
- Гленн Хидли — доктор Мэри Гайнан
- Свуси Кёрц — миссис Джонстон
- Ричард Мазур — доктор Уильям Дэрроу
- Сол Рубинек — доктор Джеймс Каррен
- Чарльз Мартин Смит — доктор Гарольд Джаффи
- Б. Д. Вонг — Кико Говантес
- Джеффри Нордлинг — Гаэтан Дюга
- Донал Лог — Бобби Кэмпбелл
- Патрик Бошо — доктор Люк Монтанье
- Натали Бай — доктор Франсуаза Барре
- Дэвид Маршалл Грант — Деннис Сили
- Рональд Гаттман — доктор Жан-Клод Херманн
- Кен Дженкинс — доктор Деннис Донохью
- Ричард Дженкинс — доктор Маркус Конант
- Чеки Карио — доктор Уилли Розенбаум
- Питер Макробби — доктор Макс Эссекс
- Кристиан Клименсон — доктор Дейл Лоуренс
- Розмари Мерфи — работница банка крови
- Стивен Спинелла — Брэнди Александр
- Дэвид Кленнон — мистер Джонстон
- Лоуренс Моносон — Чип
- Дэвид Дьюкс — доктор Мервин Сильверман

## Критика
Фильм получил положительные отзывы критиков. На интернет-агрегаторе Rotten Tomatoes он имеет рейтинг 100% на основе 12 рецензий. Metacritic дал фильму 69 баллов из 100 возможных на основе 15 рецензий, что соответствует статусу «в основном положительные отзывы».
Кен Такер из Entertainment Weekly поставил фильму оценку «B +» и назвал его «интригующим, иногда неловким, но всегда серьезным сочетанием документальной драмы, медицинской мелодрамы и детективной истории. Фильм должен быть важным, раз актеры такого уровня согласились появиться. Однако результат щедрости звезд работает против фильма, останавливая поток драмы каждый раз, когда на экране появляется знакомое лицо. Ритм фильма изменчив, а диалоги часто жестки и шаблонны. Лучший комплимент, который можно сделать — это сказать, что, в отличие от многих фильмов, основанных на фактах, он не использует и не преуменьшает трагедию своего предмета».
Ричард Зоглин из журнала Time написал: «Потрясающе проработанная 600-страничная книга Шилтса была сведена к наполненной фактами, драматично последовательной истории, растягивающейся на 2 часа и 20 минут. В то время, когда большинство фильмов, созданных для телевидения, сошли с ума от таблоидов, вот редкий фильм, который затрагивает большую тему, поднимает правильные вопросы и ведет честную борьбу».